# José Parodi
Silvio José del Rosario Parodi Rojas (Luque, 30 de agosto de 1932 - 22 de agosto de 2006) foi um futebolista paraguaio que atuava como atacante.

## Carreira
José Parodi fez parte do elenco da Seleção Paraguaia de Futebol, na Copa do Mundo de 1958.